# 藤井一子
藤井 一子（ふじい いちこ、1970年6月23日 - ）は、日本の元アイドル歌手、元女優、元タレント。

## 来歴・人物
- 福岡県北九州市八幡区（現・八幡西区）出身。日出女子学園高校（現：目黒日本大学高校）を単位不足で1年次を留年して卒業。

- 1985年、ドラマ『毎度おさわがせします』のオーディションで準優勝したことがきっかけで芸能界入りし、同ドラマの第2シリーズより中山美穂の友達役で芸能界デビュー。

翌1986年に、『夏・体験物語2』でドラマ初主演を果たし、主題歌となったデビュー曲『チェック・ポイント』がスマッシュヒット。1991年頃に芸能界から引退した。
日本テレビで放送されていた『中井正広のブラックバラエティ』では、VTR中に『チェック・ポイント』がテーマ曲として使用されていた。またこの曲は同じ日本テレビ系の情報番組『THE・サンデー』の「芸能&トレンドこれチェック!」のコーナー（2006年4月～6月）でも使用されていた。
- 芸能界から引退後、会社員の男性と結婚。2児の母となった。現在、実家のある北九州市に在住。実家は明太子店ふじいのめんたい子、現在はイタリアンレストラン「Ichico Jam」を経営している[1]。
- 同じ福岡県出身の元アイドルで歌手の真璃子が企画する「真璃子 aGo!Go!アイドル☆ナイトvol.3〜あなたのアイドル!チェック・ポイントは？〜」（80’s MUSIC BAR reflex 福岡、2023年11月19日）にゲスト参加し[2]、芸能界引退以降、初めてステージに立ち『チェック・ポイント』『Bad Girl』を歌唱した。また、このステージでは真璃子の曲で藤井の好きな『恋、みーつけた』を真璃子とデュエットで歌唱した。

## 出演

### テレビドラマ
- 毎度おさわがせします2（1985年12月10日 - 1986年3月25日、TBS） - 東洋子 役
- 夏・体験物語2（1986年7月29日 - 10月14日、TBS） - 加納由樹 役
- 恋に恋して恋きぶん（1987年、TBS） - 高桑朋江 役
- 桃色学園都市宣言!! 木曜日「St.月桂寺HighSchool」（1987年 - 1988年、フジテレビ）
- 熱帯夜アカデミー「Hollywood Hills」（1989年4月6日 - 1989年9月28日、テレビ朝日）
- ゴメンドーかけます（1989年8月3日 - 9月28日、フジテレビ） - 比嘉ミチル 役
- 東京ストーリーズ（フジテレビ）
  - 第3回「純ちゃん&キリコ」（1989年10月26日） - 山野霧子 役
  - 第25回「走る女」（1990年4月30日） - 主演
- 火曜スーパーワイド 辻真先の婚約旅行殺人事件シリーズ7「沖縄ハネムーン連続殺人事件」（1990年1月16日、テレビ朝日）

### バラエティ
- 熱帯夜アカデミー「LIZ III世」（1989年 - 1990年、テレビ朝日）

#### 芸能界引退後
- 中井正広のブラックバラエティ（2004年8月26日放送） - 中居正広と中島知子が「藤井一子さんを見てみたい」と語ったため、収録後余った時間にスタッフが実家の「ふじいのめんたい子」を訪れ、登場。9年前に結婚したことを明かし、夫と子供たちが見守る中で「恥ずかしい」と言いながらハンディカラオケで『チェック・ポイント』を歌い、そのままエンディングになった。その日は「鱗トル」がメインの企画でその流れの中で2人が会いたいと話したため、ワイプがなく、2人が収録現場で見ることはなかった。
- SUPER SURPRISE（2009年11月23日放送） - 「憧れのあの人の5コマ目は今!?」で、有田哲平の憧れのアイドルとしてスタジオに登場。この出演では同期の山瀬まみとも久しぶりの対面を果たした。
- 爆報! THE フライデー（2014年8月29日放送） - 藤井本人と自身の長男が登場。現在も実家の明太子店を手伝っていることを報告した。

### 映画
- シャコタン☆ブギ （1987年、東映） - マリコ 役

### アニメ
- 遠山桜宇宙帖 奴の名はゴールド（1988年） - ミディ（ベリル・プレンマツ） 役[3]

### CM
- カシオ「KEEN」
- 明治乳業「Z-100」
- NTT「マイ・テレホンナンバー」
- 小田急電鉄
- シマツ株式会社（中部地区ローカルCM）

## ディスコグラフィ
すべて、徳間ジャパン・Japan Recordsより発売

### シングル
| 発売日         | 品番    | 面 | タイトル               | 作詞                                   | 作曲                     | 編曲           | 備考                                                                 |
| -------------- | ------- | -- | ---------------------- | -------------------------------------- | ------------------------ | -------------- | -------------------------------------------------------------------- |
| 1986年7月25日  | 7JAS-68 | A  | チェック・ポイント     | 来生えつこ                             | 筒美京平                 | 新川博         | TBSドラマ「夏・体験物語2」主題歌。カシオ KEEN TV-CM イメージソング。 |
| 1986年7月25日  | 7JAS-68 | B  | スナイパー             | 来生えつこ                             | 筒美京平                 | 新川博         |                                                                      |
| 1986年10月27日 | 7JAS-73 | A  | 初恋進化論             | 阿木燿子                               | 筒美京平                 | 新川博         |                                                                      |
| 1986年10月27日 | 7JAS-73 | B  | ウェット・シーズン     | 来生えつこ                             | 筒美京平                 | 新川博         |                                                                      |
| 1987年4月28日  | 7JAS-75 | A  | Bad Girl               | 篠原仁志                               | 鈴木キサブロー           | 大谷和夫       | 明治乳業 Z-100 TV-CM イメージソング。                                |
| 1987年4月28日  | 7JAS-75 | B  | メルティング・ポイント | Sue Sheridan Paul Chiten 邦詞:売野雅勇 | Sue Sheridan Paul Chiten | 新川博         |                                                                      |
| 1987年7月21日  | 7JAS-84 | A  | バンクショット         | 来生えつこ                             | 筒美京平                 | 新川博         | TBSドラマ「恋に恋して恋きぶん」主題歌。明治「ブリック」CMソング      |
| 1987年7月21日  | 7JAS-84 | B  | モーニング・コール     | 来生えつこ                             | 筒美京平                 | 大谷和夫       |                                                                      |
| 1988年3月25日  | 7JAS-93 | A  | アレルギー             | 売野雅勇                               | 鈴木キサブロー           | 新川博         |                                                                      |
| 1988年3月25日  | 7JAS-93 | B  | INSULT                 | 売野雅勇                               | 鈴木キサブロー           | 新川博         |                                                                      |
| 1988年6月25日  | 7AGS-15 | A  | 刺青レイディ           | 栃内淳                                 | 柴矢俊彦                 | くりはらまさき | OVA『遠山桜宇宙帖 奴の名はゴールド』主題歌。                         |
| 1988年6月25日  | 7AGS-15 | B  | 告白                   | 栃内淳                                 | 羽場仁志                 | くりはらまさき |                                                                      |

### アルバム
| 面 | No. | タイトル               | 作詞       | 作曲     | 編曲       |
| -- | --- | ---------------------- | ---------- | -------- | ---------- |
| A  | 1   | ウェット・シーズン     | 来生えつこ | 筒美京平 | 新川博     |
| A  | 2   | スパンク－平手打ち－   | 阿木燿子   | 筒美京平 | 新川博     |
| A  | 3   | チェック・ポイント     | 来生えつこ | 筒美京平 | 新川博     |
| A  | 4   | 笑顔をのこして         | 阿木燿子   | 筒美京平 | 新川博     |
| A  | 5   | わがままマーメイド     | 阿木燿子   | 筒美京平 | 新川博     |
| B  | 1   | 灼熱デッドヒート       | 来生えつこ | 筒美京平 | 新川博     |
| B  | 2   | スナイパー             | 来生えつこ | 筒美京平 | 新川博     |
| B  | 3   | あなたにコンプレックス | 阿久悠     | 筒美京平 | 山川恵津子 |
| B  | 4   | 渚のうわさ             | 橋本淳     | 筒美京平 | 大谷和夫   |
| B  | 5   | 夢であなた             | 来生えつこ | 筒美京平 | 大谷和夫   |

| 面 | No. | タイトル                   | 作詞                                   | 作曲                     | 編曲     |
| -- | --- | -------------------------- | -------------------------------------- | ------------------------ | -------- |
| A  | 1   | バンクショット             | 来生えつこ                             | 筒美京平                 | 新川博   |
| A  | 2   | Bad Girl                   | 篠原仁志                               | 鈴木キサブロー           | 大谷和夫 |
| A  | 3   | 初恋進化論                 | 阿木燿子                               | 筒美京平                 | 新川博   |
| A  | 4   | わがままマーメイド         | 阿木燿子                               | 筒美京平                 | 大谷和夫 |
| A  | 5   | 夏を止めて                 | 松本一起                               | 柴矢俊彦                 | 水谷公生 |
| A  | 6   | チェック・ポイント         | 来生えつこ                             | 筒美京平                 | 新川博   |
| B  | 1   | メルティング・ポイント     | Sue Sheridan Paul Chiten 邦詞:売野雅勇 | Sue Sheridan Paul Chiten | 新川博   |
| B  | 2   | モーニング・コール         | 来生えつこ                             | 筒美京平                 | 大谷和夫 |
| B  | 3   | シンデレラ・コンプレックス | 森浩美                                 | 筒美京平                 | 新川博   |
| B  | 4   | エトワール                 | 深井真理                               | 深井真理                 | 大谷和夫 |
| B  | 5   | 夢であなた                 | 来生えつこ                             | 筒美京平                 | 大谷和夫 |

- 「ALL THAT ICHIKO」（1987年12月21日／CD:32JC-270／LP:28JAL-3134／CT:28J-2143）
  1. 「バンクショット」（作詞：来生えつこ／作曲：筒美京平／編曲：新川博）
  2. 「スナイパー」（作詞：来生えつこ／作曲：筒美京平／編曲：新川博）
  3. 「スパンク－平手打ち－」（作詞：阿木燿子／作曲：筒美京平／編曲：新川博）
  4. 「あなたにコンプレックス」（作詞：阿久悠／作曲：筒美京平／編曲：山川恵津子）
  5. 「モーニング・コール」（作詞：来生えつこ／作曲：筒美京平／編曲：大谷和夫）
  6. 「チェック・ポイント」（作詞：来生えつこ／作曲：筒美京平／編曲：新川博）
  7. 「エトワール」（作詞：深井真理／作曲：深井真理／編曲：大谷和夫）
  8. 「Bad Girl」（作詞：篠原仁志／作曲：鈴木キサブロー／編曲：大谷和夫）
  9. 「初恋進化論」（作詞：阿木燿子／作曲：筒美京平／編曲：新川博）
  10. 「シンデレラ・コンプレックス」（作詞：森浩美／作曲：筒美京平／編曲：新川博）
  11. 「SUMMER RAIN」（作詞：永石カツ／作曲：岡部裕一／編曲：矢島賢）
  12. 「鏡を割った自分」（作詞：松本一起／作曲：新里レオン／編曲：水谷公生）
  13. 「笑顔をのこして」（作詞：阿木燿子／作曲：筒美京平／編曲：新川博）
  14. 「夏を止めて」（作詞：松本一起／作曲：柴矢俊彦／編曲：水谷公生）

- 「ALL THAT ICHIKO Vol.2」（1988年7月27日／CD:32JC-310／LP:／CT:）
  1. 「アレルギー」（作詞：売野雅勇／作曲：鈴木キサブロー／編曲：新川博）
  2. 「INSULT」（作詞：売野雅勇／作曲：鈴木キサブロー／編曲：新川博）
  3. 「チェック・ポイント」（作詞：来生えつこ／作曲：筒美京平／編曲：新川博）
  4. 「刺青レイディ」（作詞：栃内淳／作曲：柴矢俊彦／編曲：くりはらまさき）
  5. 「Bad Girl」（作詞：篠原仁志／作曲：鈴木キサブロー／編曲：大谷和夫）
  6. 「バンクショット」（作詞：来生えつこ／作曲：筒美京平／編曲：新川博）
  7. 「わがままマーメイド」（作詞：阿木燿子／作曲：筒美京平／編曲：新川博）
  8. 「夏を止めて」（作詞：松本一起／作曲：柴矢俊彦／編曲：水谷公生）
  9. 「渚のうわさ」（作詞：橋本淳／作曲：筒美京平／編曲：大谷和夫）
  10. 「笑顔をのこして」（作詞：阿木燿子／作曲：筒美京平／編曲：新川博）
  11. 「告白」（作詞：栃内淳／作曲：羽場仁志／編曲：くりはらまさき）
  12. 「夢であなた」（作詞：来生えつこ／作曲：筒美京平／編曲：大谷和夫）

- 「GOLDEN☆BEST 藤井一子」（2004年12月15日／徳間ジャパンコミュニケーションズ／CD:TKCA-72785）
  1. 「チェック・ポイント」（作詞：来生えつこ／作曲：筒美京平／編曲：新川博）
  2. 「スナイパー」（作詞：来生えつこ／作曲：筒美京平／編曲：新川博）
  3. 「初恋進化論」（作詞：阿木燿子／作曲：筒美京平／編曲：新川博）
  4. 「ウェット・シーズン」（作詞：来生えつこ／作曲：筒美京平／編曲：新川博）
  5. 「笑顔をのこして」（作詞：阿木燿子／作曲：筒美京平／編曲：新川博）
  6. 「灼熱デッドヒート」（作詞：来生えつこ／作曲：筒美京平／編曲：新川博）
  7. 「渚のうわさ」（作詞：橋本淳／作曲：筒美京平／編曲：大谷和夫）
  8. 「Bad Girl」（作詞：篠原仁志／作曲：鈴木キサブロー／編曲：大谷和夫）
  9. 「メルティング・ポイント」（作詞：Sue Sheridan,Paul Chiten(邦詞:売野雅勇)／作曲：Sue Sheridan,Paul Chiten／編曲：新川博）
  10. 「バンクショット」（作詞：来生えつこ／作曲：筒美京平／編曲：新川博）
  11. 「モーニング・コール」（作詞：来生えつこ／作曲：筒美京平／編曲：大谷和夫）
  12. 「夏を止めて」（作詞：松本一起／作曲：柴矢俊彦／編曲：水谷公生）
  13. 「エトワール」（作詞：深井真理／作曲：深井真理／編曲：大谷和夫）
  14. 「SUMMER RAIN」（作詞：永石カツ／作曲：岡部裕一／編曲：矢島賢）
  15. 「鏡を割った自分」（作詞：松本一起／作曲：新里レオン／編曲：水谷公生）
  16. 「刺青レイディ」（作詞：栃内淳／作曲：柴矢俊彦／編曲：くりはらまさき）
  17. 「告白」（作詞：栃内淳／作曲：羽場仁志／編曲：くりはらまさき）
  18. 「アレルギー」（作詞：売野雅勇／作曲：鈴木キサブロー／編曲：新川博）
  19. 「INSULT」（作詞：売野雅勇／作曲：鈴木キサブロー／編曲：新川博）

## 写真集
- ICHIKOスペシャル （近代映画社）
- 藤井一子写真集 （近代映画社）
- 藤井一子写真集 （ビックマン、近代映画社刊のものとは異なる）